# Francisco Manuel Vieira
Dom Francisco Manuel Vieira (Rio Tinto, 29 de outubro de 1925 — Osasco, 23 de dezembro de 2013) foi um bispo católico brasileiro de Osasco.

## Biografia
Francisco Manuel Vieira era filho de Manuel Joaquim Vieira e Maria da Glória dos Santos Vieira. Em 1931, sua família imigrou para o Brasil. Foi ordenado sacerdote em 8 de dezembro de 1952 na Arquidiocese de São Paulo.
Serviu na Igreja São Pedro, na Mooca como vigário de 1963 a 1970, e Vigário Episcopal da região Belém de 1970 a 1974. Foi professor coordenador de seminaristas e ecônomo nos Seminários de São Roque e de Aparecida e por fim assumiu a Coordenação da Pastoral Vocacional da Região Episcopal Leste, na época com 84 paróquias.
O Papa Paulo VI nomeou- o bispo titular de Hippo Diarrhytus em 12 de dezembro de 1974 e bispo auxiliar de São Paulo. O Arcebispo de São Paulo, Cardeal Paulo Evaristo Arns OFM, concedeu-lhe a ordenação episcopal em 25 de janeiro de 1975; os co-consagradores foram os bispos auxiliaresBenedito de Ulhôa Vieira e José Thurler. Seu lema episcopal era “In virtute dei” (Na virtude de Deus).
Dom Francisco Manuel Vieira assumiu o governo da Região Episcopal de Osasco. Foi o encarregado pela Liturgia no Sub-Regional SP2 que compreende nove dioceses do Regional Sul 1 – da CNBB (Estado de São Paulo). Também foi procurador-geral da mitra arquidiocesana de São Paulo, de 1975 a 1989, e presidente da Comissão Regional de Presbíteros, de 1982 a 1986. Em 15 de março de 1989, com a criação da diocese, foi nomeado primeiro bispo da diocese de Osasco pelo Papa João Paulo II.

Em 24 de abril de 2002, João Paulo II aceitou sua renúncia por idade. Ele morreu em consequência de um derrame.